# ワンダフルハーツ
ワンダフルハーツとは、2006年1月から2009年3月まで行われたコンサートや番組出演時における研修生を除くハロー!プロジェクトのグループやソロメンバーの組み分け組織の一つである。対照組織はエルダークラブ。
主に未成年メンバーの若手で構成されていた。

## 概要
ハロー!プロジェクトのコンサートツアーは、かつてはハロー!プロジェクトのメンバー全員が集結して開催されていたが、2006年1月以降は全体が一堂に会するものはツアー最後の1会場のみとなり、それ以外ではこの組み分けで2つに分けて行ってきた。但し、同年7月のハロー!プロジェクトのコンサートでは「ワンダフルハーツランド」と称してワンダフルハーツのみがコンサートツアーを行った他、翌2007年7月のハロー!プロジェクトのコンサートではワンダフルハーツの他にエルダークラブからアヤカ（ココナッツ娘。）・メロン記念日・音楽ガッタスが出演した。
コンサートのパンフレットという位置付けで作成されているDVDマガジンも、ワンダフルハーツのものとエルダークラブのものの2つが別々にリリースされている事があった。
2009年3月31日にエルダークラブ全員（岡田唯は同年2月）がハロー!プロジェクトを卒業したため、ハロー!プロジェクトの公式サイトからもワンダフルハーツとエルダークラブの名称はなくなった。なお、音楽ガッタスとしても活動している仙石みなみ（アップアップガールズ（仮））、能登有沙（StylipS）は引き続きハロー!プロジェクトに所属していたが、2011年現在両名とも卒業している。

## 構成
2009年3月時点でワンダフルハーツに所属していたとされるのは
- モーニング娘。
- Berryz工房
- ℃-ute
- 真野恵里菜

である。
2007年6月にハロー!プロジェクトの公式サイトがリニューアルされた際、ハロー!プロジェクトに所属するそれぞれのグループやソロメンバーのプロフィールがワンダフルハーツとエルダークラブに分けて掲載される様になった。
エルダークラブに所属していたメンバーの中には、過去にワンダフルハーツのメンバーだったメンバーがいる。このうち、辻希美は芸能活動休業開始までW及びソロとしてワンダフルハーツのメンバーとしてコンサートに出演、美勇伝（2008年6月解散）も2007年12月までワンダフルハーツのメンバーとしてコンサートに出演していた。詳細はエルダークラブ#構成を参照。
また、ハロプロエッグなどの研修生は公式にはどちらに所属するといった発表はされていないが、ハロプロエッグは2007年1月に開催されたハロー!プロジェクトのコンサートツアーでワンダフルハーツと全体が参加したコンサートにのみ出演しており、それ以降もコンサートツアーなどに出演した。

## 出演

### テレビ
明確な公式発表はないものの、ハロー!プロジェクトのメンバーが中心になって構成されている番組については、2006年以降この組み分けに基づいて概ね出演する番組が分けられていた。
- ハロー!モーニング。（2000年4月 - 2007年4月）
  - 2007年1月14日に放送された「ハロー!プロジェクトのコンサートの舞台裏」では、当時ワンダフルハーツ・エルダークラブ共にほぼ同じ日程でコンサートツアーを行っていたにも拘らず、ワンダフルハーツのコンサートの舞台裏だけが放送されるなど、基本的にワンダフルハーツのメンバーだけが出演する構成になっており、エルダークラブのメンバーが出演するのは新曲発表やそれに絡む企画などに限られていた。
- ハロモニ@（2007年4月 - 2008年9月）
  - この番組に出演したのは基本的にモーニング娘。のみである。なお、2007年4月の一時期は辻希美も出演していた。
- テレビ東京系深夜・ミニ帯番組シリーズ
  - 娘DOKYU!（2005年4月 - 2006年9月）では、最終期の構成が放送がドラマ「絵流田4丁目の人々」と追跡ドキュメント「娘DOKYU! EXTRA」となっており、ワンダフルハーツのグループとメンバーは後者のみに出演していた。
  - 2008年3月31日から10月3日まで放送していたベリキュー!では、基本的にBerryz工房と℃-ute、真野恵里菜のみが出演していた。
  - さらに2008年10月6日から2009年3月27日まで放送していたよろセン!では、上記の他にモーニング娘。も出演していた。

### コンサート・イベント
- Hello! Project 2006 Winter 〜ワンダフルハーツ〜（2006年1月2日〜21日 3都市14公演）
- Hello! Project 2006 Winter 〜全員集GO!〜（1月28日・29日 1都市3公演）
- Hello! Project 2006 Summer 〜ワンダフルハーツランド〜（2006年7月9日〜23日 3都市7公演）
- Hello! Project 2007 Winter 〜ワンダフルハーツ 乙女Gocoro〜（2007年1月2日〜21日 3都市11公演）
- Hello! Project 2007 Winter 〜集結! 10th Anniversary〜（1月27日・28日 1都市3公演）
- Hello! Project 2007 Summer 10th アニバーサリー大感謝祭 〜ハロ☆プロ夏祭り〜（2007年7月15日〜29日 3都市11公演）
- Hello! Project 2008 Winter 〜ワンダフルハーツ 年中夢求〜（2008年1月2日〜20日 3都市11公演）
- Hello! Project 2008 Winter 〜決定! ハロ☆プロ アワード'08〜（1月26日・27日 1都市3公演）
- Hello! Project 2008 Summer ワンダフルハーツ公演〜避暑地でデートいたしまSHOW〜（2008年7月19日〜8月3日 3都市11公演）
- Hello! Project 2009 Winter ワンダフルハーツ公演 〜革命元年〜（2009年1月2日〜25日 3都市11公演）
- Hello! Project 2009 Winter 決定! ハロ☆プロ アワード'09 〜エルダークラブ卒業記念スペシャル〜（1月31日・2月1日 1都市3公演）

### DVD
- Hello! Project 2006 Summer〜ワンダフルハーツランド〜（2006年10月4日）

DVDマガジン
- Hello Project DVD Magazine Vol.4 ワンダフルハーツ（HE-08）
- Hello Project DVD Magazine Vol.7
- Hello Project DVD Magazine Vol.8 ワンダフルハーツ
- Hello Project DVD Magazine Vol.12 ワンダフルハーツ
- Hello Project DVD Magazine Vol.15
- Hello Project DVD Magazine Vol.16 ワンダフルハーツ

## 写真集
- Hello! Project 2006 Summer ワンダフルハーツランド 完全保存スーパーレビュー（2006年8月31日 竹書房）
- モーニング娘。 in Hello! Project 2006 Summer ワンダフルハーツランド（2006年9月21日 竹書房）
- Berryz工房&℃-ute in Hello! Project 2006 Summer ワンダフルハーツランド（同上）
- Hello! Prject 手作り写真集 みんな大好き、チュッ!（2006年9月28日 竹書房）